# Blästtjärnen (Älvdalens socken, Dalarna)
Blästtjärnen är en sjö i Älvdalens kommun i Dalarna och ingår i Dalälvens huvudavrinningsområde. Sjön har en area på 0,267 kvadratkilometer och ligger 543,6 meter över havet. Sjön avvattnas av vattendraget Kälkån.

## Delavrinningsområde
Blästtjärnen ingår i det delavrinningsområde (681644-137948) som SMHI kallar för Utloppet av Blästtjärn. Medelhöjden är 588 meter över havet och ytan är 9,77 kvadratkilometer. Det finns inga avrinningsområden uppströms utan avrinningsområdet är högsta punkten. Kälkån som avvattnar avrinningsområdet har biflödesordning 3, vilket innebär att vattnet flödar genom totalt 3 vattendrag innan det når havet efter 402 kilometer. Avrinningsområdet består mestadels av skog (63 procent) och sankmarker (34 procent). Avrinningsområdet har 0,25 kvadratkilometer vattenytor vilket ger det en sjöprocent på 2,6 procent.